# Remexido
Remexido ou Remechido (como se escrevia no século XIX), nome por que ficou conhecido José Joaquim de Sousa Reis (Estômbar, Lagoa, 19 de Outubro de 1796 – Faro, 2 de Agosto de 1838) foi um funcionário público e proprietário agrícola que se tornou num célebre guerrilheiro algarvio, que combateu pelo lado miguelista, contra os liberais, durante a Guerra Civil Portuguesa. Foi fuzilado pelas forças liberais em 1838.

## Biografia

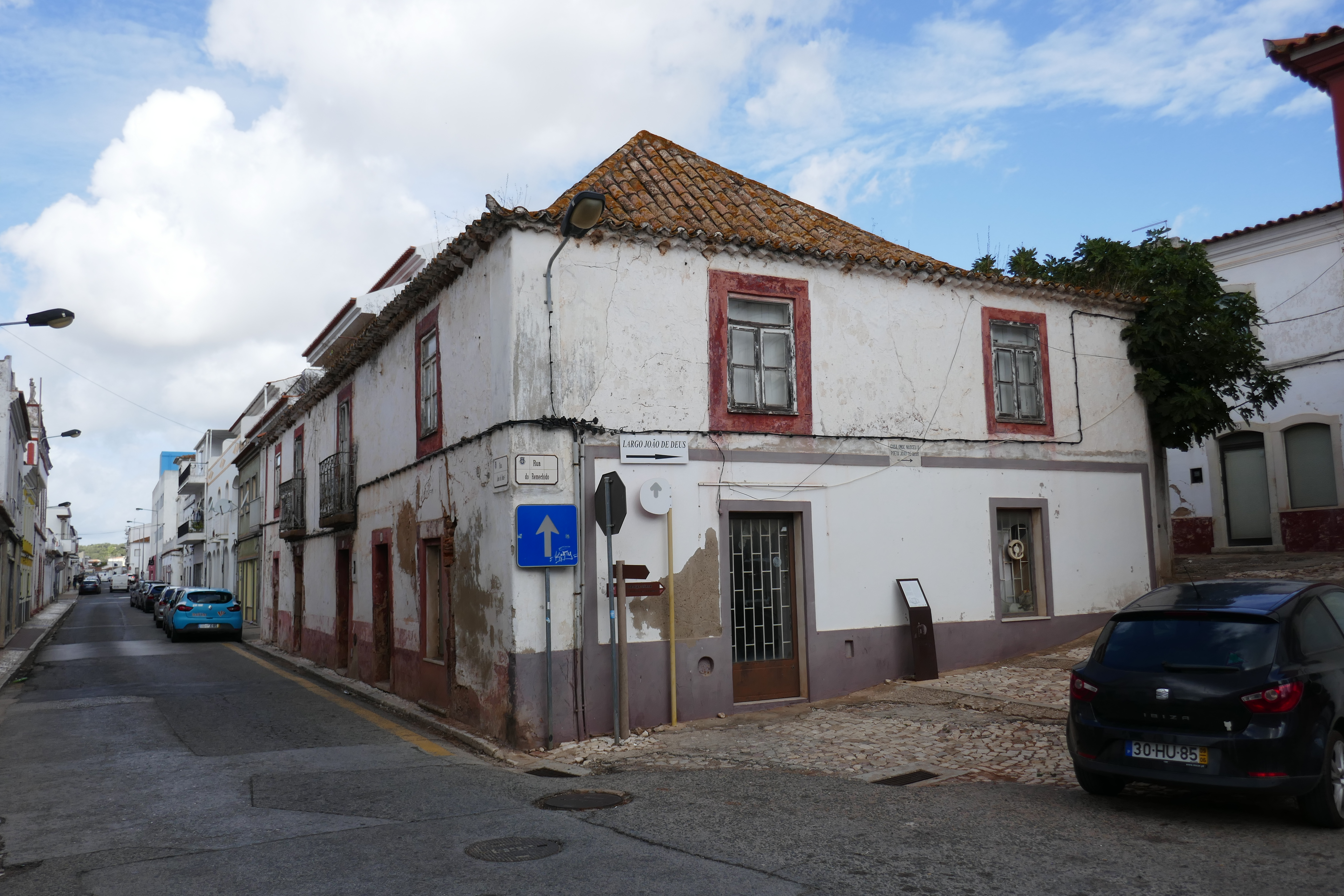
Edfício onde José Reis terá residido em São Bartolomeu de Messines, que ficou conhecido como Casa do Remexido.

### Primeiros anos e família
José Joaquim de Sousa Reis nasceu em Estômbar, no concelho de Lagoa, no Algarve, em 19 de Outubro de 1796, numa família de lavradores abastados. Alguns anos depois ficou órfão e foi para Faro, onde frequentou o Seminário, com o apoio de um tio. Porém, deixou os estudos religiosos por se ter apaixonado por uma rapariga. Esta decisão foi contra os desejos do seu tio, tendo sido alegadamente devido à sua tenacidade em lutar contra a família e outros impedimentos ao seu casamento que terá ganho a alcunha de Remexido.
Casou-se em São Bartolomeu de Messines em 1818, com Maria Clara Machado de Basto, uma abastada proprietária dessa mesma localidade. Teve pelo menos um filho, Manuel Joaquim da Graça Reis, que também foi guerrilheiro. O poeta e jornalista lisboeta Raul das Neves Reis também foi alegadamente da família do Remexido.

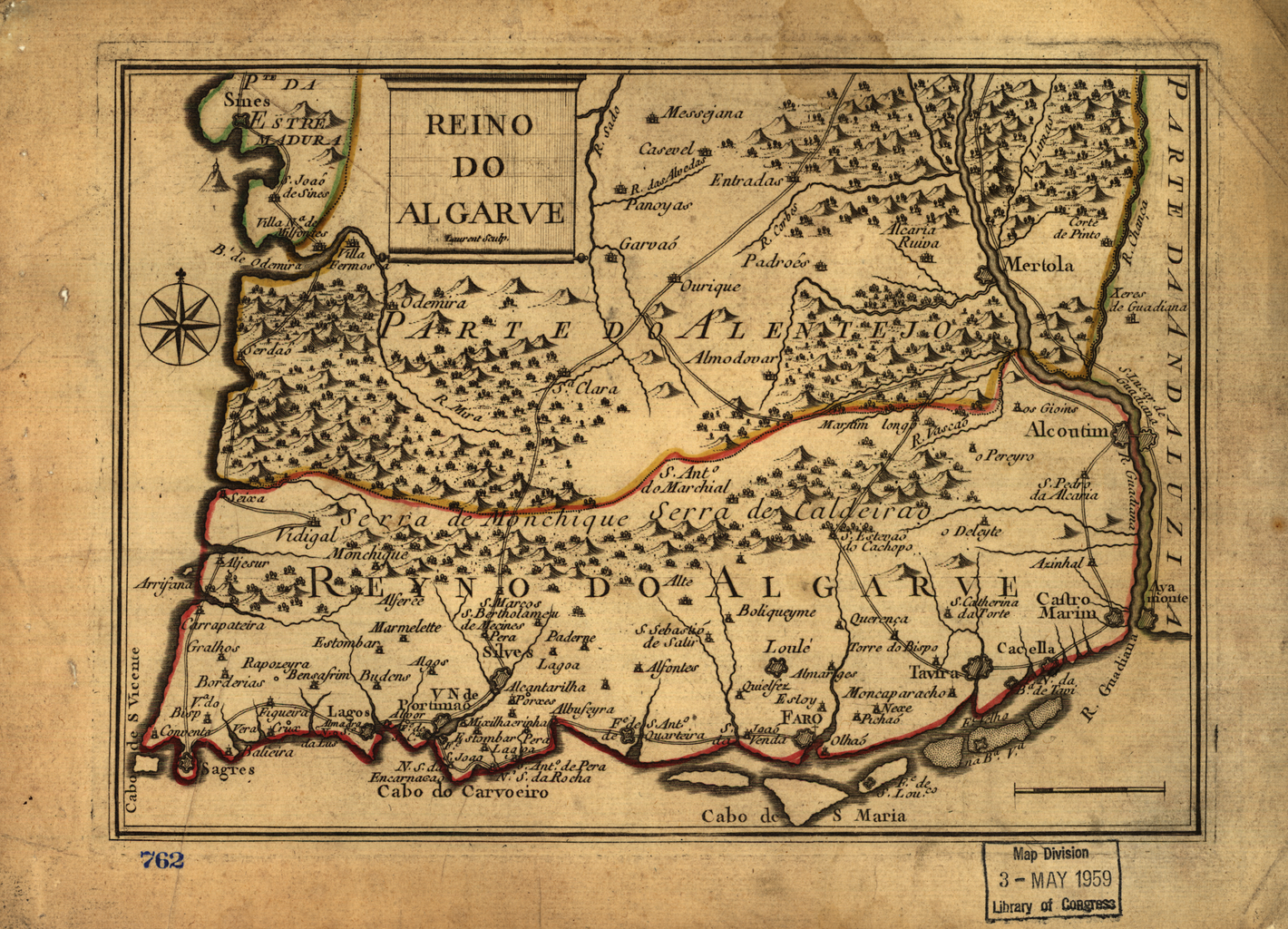
Mapa do Algarve, provavelmente do século XVIII. O relevo montanhoso, em combinação com uma rede viária muito deficiente, contribuíram para o isolamento da região em relação ao resto do país.

### Carreira civil
Após o casamento, ficou a viver em São Bartolomeu de Messines, tendo ocupado os postos de recebedor do concelho e de Juiz de Vintena da Mitra, que era responsável pela cobrança dos impostos. Este cargo foi extinto a nível nacional em 1 de Janeiro de 1831, de acordo com as reformas instituídas após a Revolução Liberal de 1820. A casa onde residiu em São Bartolomeu de Messines passou depois a ter o nome de Casa do Remexido.

### Carreira militar

#### Guerra Civil Portuguesa
Devido às suas tendências de apoio à monarquia tradicionalista, abandonou o país em 1826, mas regressou em 1828 após saber que as forças de D. Miguel tinham conseguido importantes vitórias contra as tropas liberais, no início da Guerra Civil Portuguesa. Nesse ano foi nomeado como alferes de ordenações de São Bartolomeu de Messines, e foi-lhe oferecido o posto de alferes no Batalhão Realista de Faro, que recusou, para não ficar longe de casa.

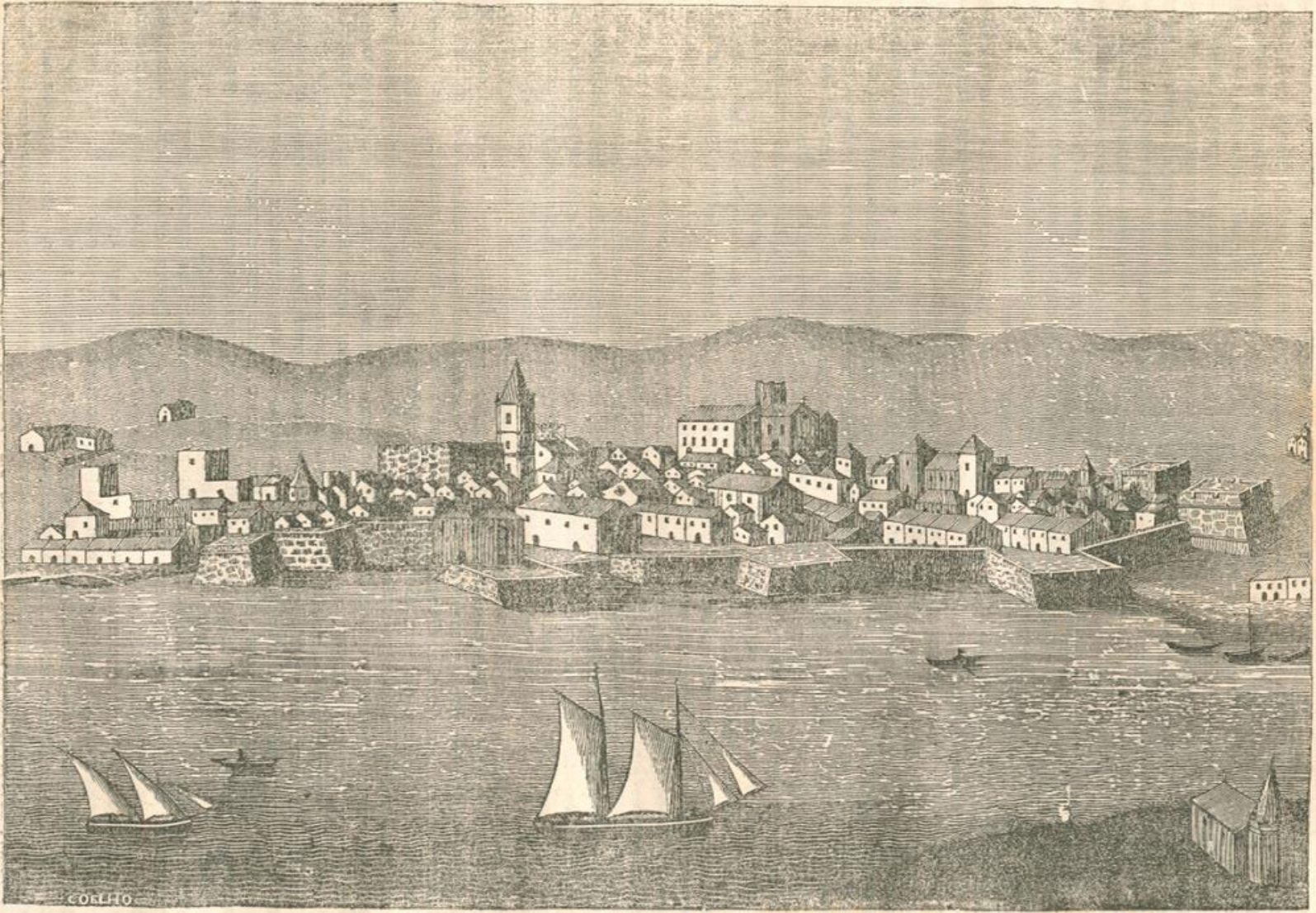
Gravura da cidade de Lagos, publicada no jornal O Panorama em 1842.

Quando as forças liberais do Marquês de Vila Flor desembarcaram no Algarve, Joaquim de Sousa Reis refugiou-se na serra em conjunto com outros apoiantes miguelistas, onde começaram a combater. Nessa altura pediu ajuda ao general miguelista Silva Tovar, que no entanto o desprezou, pelo que decidiu reunir as suas próprias forças para lutar contra o governo liberal. Celebrizou-se como combatente durante a Batalha de Sant’Ana, junto à ermida com o mesmo nome, nas imediações de São Bartolomeu de Messines, onde o exército liberal foi derrotado. Foi nomeado como marechal por D. Miguel.
O Remexido ficou conhecido como um dos principais exemplos de um guerrilheiro, um soldado irregular que não combate em campo aberto mas que aproveita o seu conhecimento do terreno para fazer rápidas emboscadas aos seus inimigos, e que é apoiado pelas populações locais. Com efeito, tinha conhecimentos aprofundados sobre a acidentada geografia no interior do Algarve, que soube aproveitar durante as suas campanhas militares. Os guerrilheiros atacavam principalmente na zona serrana do Algarve, tendo igualmente feito incursões no Alentejo. O próprio Remexido terá estado presente nos ataques a várias localidades, como São Bartolomeu de Messines, em 19 de Julho de 1833, que resultou na morte de vários habitantes e militares. Depois marchou sobre a vila de Albufeira, que se tinha mantido leal às forças liberais, numa batalha que foi a mais brutal e sangrenta no Algarve durante a Guerra Civil. Os combates iniciaram-se no dia 23 de Julho, e três dias depois os defensores renderam-se devido à falta de água e de munições. O comandante Sousa, das forças miguelistas, pretendeu que alguns dos habitantes liberais fossem assassinados, como forma de evitar motins entre a população, proposta que o Remexido rejeitou inicialmente, mas acabou por permitir que estes fossem massacrados num terreno fora da vila. Porém, a situação deteriorou-se devido à chegada de um navio liberal vindo de Faro, que devido ao fogo das armas miguelistas não chegou a desembarcar. Devido à suposta traição, as forças do Remexido viraram-se contra os habitantes da vila, iniciando uma onda de assassinatos e pilhagens que só terminou no dia seguinte. Como resultado deste incidente, foram mortas 74 pessoas, e grande parte da povoação ficou em ruínas, tendo os guerrilheiros ordenado que Albufeira passasse a ser denominada de Vila Negra. O Remexido também chegou a atacar e cercar por diversas vezes a cidade de Lagos. A vila de Portimão foi atacada em 1833, tendo sido fuzilados duas importantes figuras liberais, um médico chamado de Chaves e o pai do Visconde de Bivar, embora supostamente estes assassinatos tenham sido cometidos sem conhecimento do Remexido.

#### Após a Convenção de Evoramonte

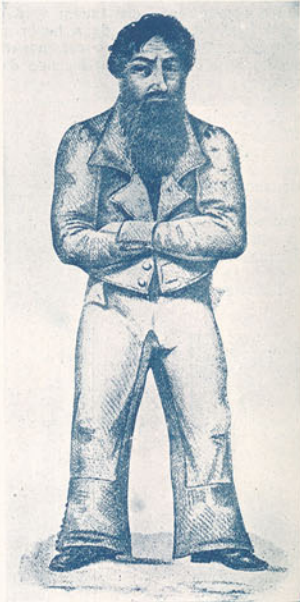
Gravura de Joaquim de Sousa Reis, publicada na revista Ilustração n.º 331, de 1939.

O exército miguelista rendeu-se ao governo liberal na Convenção de Évora Monte, em 1834, que concedeu a liberdade às forças vencidas. Porém, depois de vários anos de guerra, os ânimos continuaram exaltados devido às diferenças políticas e às atrocidades cometidas por ambos os lados, e após a convenção continuaram a verificar-se episódios violentos, geralmente praticados pelos liberais contra os antigos miguelistas. Um dos principais incidentes deu-se no Algarve, quando o general miguelista Tomás António da Guarda Cabreira, que tinha derrotado as tropas liberais junto a São Bartolomeu de Messines em 1834, foi assassinado na cadeia de Faro por um grupo mascarado. Ao mesmo tempo, D. Miguel, já exilado em Nápoles, denunciou o acordo de Évora-Monte. Assim, reacenderam-se alguns movimentos miguelistas nas regiões mais extremas do país, tendo os mais importantes sido os de Reginald MacDonell em Trás-os-Montes, e do Remexido, no Algarve.
No caso do Remexido, após o final da guerra tinha deposto as armas, mas ele e a sua família continuaram a sofrer represálias, ao ponto que teve de se refugiar nas serras. Por outro lado, segundo o próprio, continuou a combater devido à sua lealdade a D. Miguel, do qual tinha recebido a promoção a brigadeiro e uma comenda da Torre e Espada. Organizou um grupo de guerrilha, inicialmente com o propósito de perturbar o governo liberal e obrigá-lo a respeitar as condições do acordo de Évora-Monte, mas depressa as suas forças ganharam fama como um bando de salteadores e assassinos, tendo muitas das suas atrocidades sido praticadas alegadamente contra as ordens do Remexido. Os guerrilheiros aterrorizaram a região durante cerca de quatro anos, levando o governo a declarar o estado de sítio no Algarve. Uma das suas campanhas foi contra a cidade de Silves, cujas muralhas foram reparadas em 1835. Segundo o investigador M. Ferreira de Almeida, neste ano o jornal O Açoriano Oriental chegou a noticiar sobre o movimento guerrilheiro do Remexido.

#### Captura, julgamento e fuzilamento
Em 28 de Julho de 1838, o Remexido e as suas forças foram atacados por um agrupamento do exército liberal, composto por membros do Regimento de Cavalaria 5, Batalhões de Caçadores 4 e 5 e Infantaria 8, além da Guarda Nacional de São Bartolomeu de Messines. Apesar de contar apenas com 248 homens, o Remexido conseguiu dar combate ao inimigo durante algumas horas, mas acabou por ser capturado pelo capitão Cabral do Batalhão de Caçadores 5. Segundo outro relato, aquando da sua prisão estava acamado por doença, tendo sido capturado devido a uma denúncia. Foi depois levado para Faro, onde foi sujeito a um Conselho de Guerra. Segundo o escritor Mário Lyster Franco, o Remexido terá respondido desta forma às acusações de ter continuado a combater após a Convenção de Évora-Monte: «Obedeci sempre. [...] E só não obedeci quando não me deixaram obedecer, fazendo-me uma grande perseguição, impedindo-me de gozar os bens, privilégios e benefícios que a todos os portugueses se concederam.». Acabou por ser fuzilado em 2 de Agosto desse ano. Alegadamente, a rainha concedeu-lhe um perdão, que apesar de ter chegado a tempo, terá sido ocultado. O local da sua morte foi o Campo da Trindade, em Faro, onde foi depois instalado o passeio da Alameda, e o corpo foi enterrado no Cemitério da Misericórdia, junto à Rua do Aljube, posteriormente renomeada para Rua do Município.

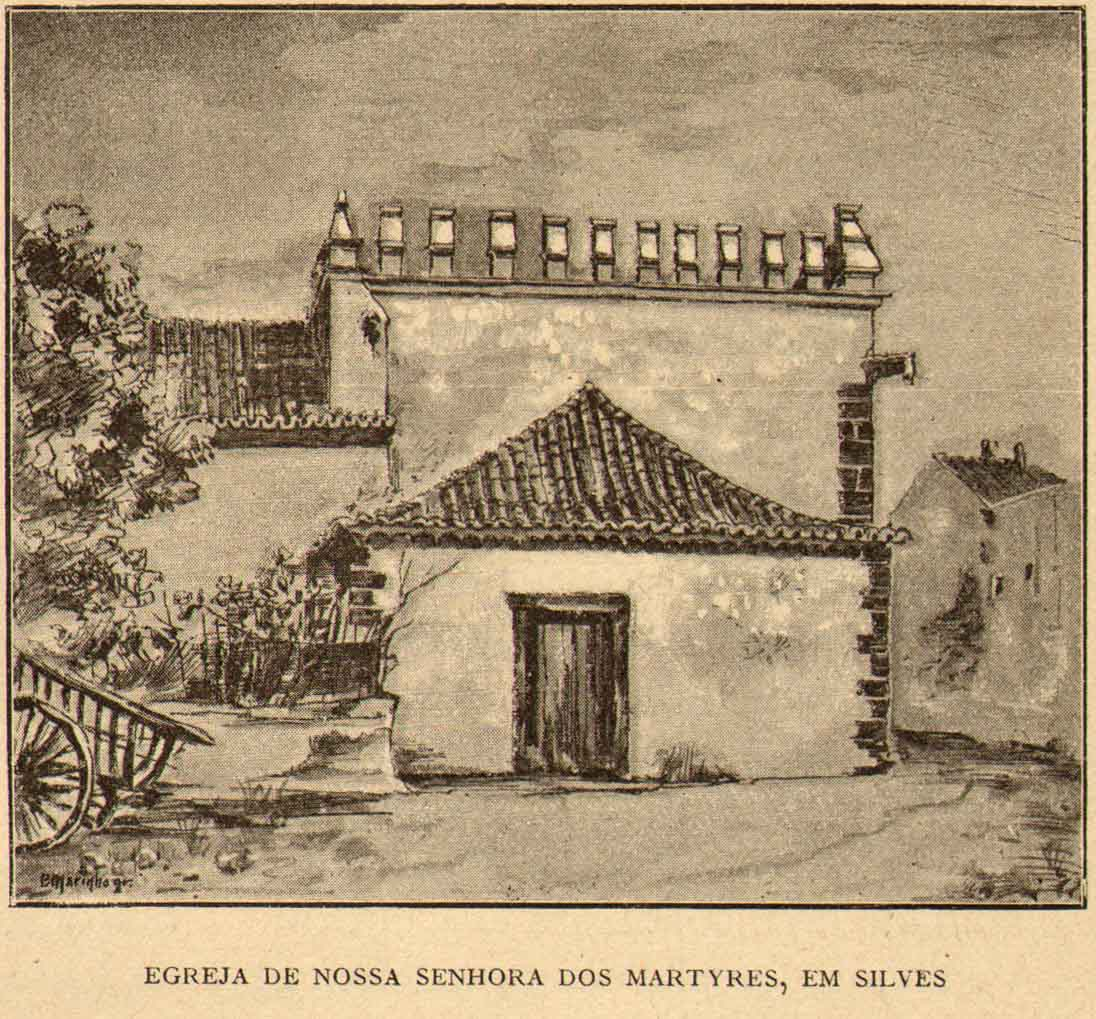
Gravura da Ermida de Nossa Senhora dos Mártires, publicada na obra História de Portugal, Popular e Ilustrada, de 1899.

Porém, o movimento miguelista no Algarve não terminou com a morte do Remexido, tendo sido prosseguido pelo seu filho, Manuel Joaquim da Graça Reis, que então tinha dezoito a vinte anos, e que devido aos seus esforços foi nomeado por D. Miguel como coronel de cavalaria. Com efeito, segundo um documento estudado pelo historiador António Martins Quaresma, em 1839 a Câmara Municipal de Odemira implementou uma «sentinela avançada no moinho», provavelmente no cerro dos Moinhos Juntos, para impedir que as tropas do Remexido atacassem de surpresa a vila. Porém, em 10 de Novembro ou 10 de Dezembro desse ano, Manuel Joaquim foi baleado pelas tropas do governo. Devido ao seu estado, o coronel Fontoura não o levou a julgamento, ordenando que fosse tratado no Hospital de Faro, decisão que foi aprovada por uma portaria do Barão da Ribeira de Sabrosa. Porém, acabou por falecer no dia seguinte, no hospital. Ainda assim, os guerrilheiros continuaram a assolar a região serrana do Algarve, onde estavam mais protegidos. Com efeito, um dos principais assaltos deu-se em 4 de Outubro de 1840, mais de dois anos após a morte do Remexido, quando os guerrilheiros atacaram uma festa na Ermida de Nossa Senhora dos Mártires, em Silves, provocando seis mortos e pelo menos catorze feridos.

## Influência
O legado cultural e histórico do Remexido dividiu-se principalmente em duas vertentes: a sua reputação mais generalizada foi a de um criminoso e salteador, difundida pela literatura de cordel e por historiadores menos escrupulosos, enquanto que para as populações do interior algarvio, era considerado um herói. Com efeito, nos finais do século XIX, era comum encontrar retratos emoldurados do guerrilheiro nas hospedarias, e permaneciam ainda muitas lendas sobre ele nas povoações do interior algarvio, sobre os seus supostos feitos de valentia e de beneficiência para com as populações Foi idealizado como a imagem tradicional do guerrilheiro peninsular, que lutava não por dinheiro mas por um ideal político ou pelos interesses das populações, e cuja forma de combater tornou-se obsoleta devido à mecanização da guerra. No romance Deuses do lar: o maestro Miguel Ângelo, de Joaquim Leitão, o protagonista relata que os viajantes da mala-posta entre Lisboa e Porto contavam histórias para se entreterem ao longo do percurso, incluindo as aventuras do Remexido e do Zé do Telhado. Porém, embora o Remexido tenha ficado na tradição popular pela sua valentia, o seu nome também ficou ligado a várias atrocidades. O jornalista Luís Mascarenhas considerou que não foi necessariamente uma pessoa de mau carácter, mas que foi forçado a praticar o mal devido à crueldade da guerra e à perseguição que lhe fizeram, argumento que o próprio Remexido terá utilizado para se defender, pouco antes da sua morte.
Em 1909, o historiador Ataídes de Oliveira publicou a sua obra Monografia de São Bartolomeu de Messines, que incluiu uma biografia do Remexido. Em 1918, o escritor Eduardo de Noronha, iniciou a publicação do folhetim O Remexido no Diário de Notícias, inspirado na vida de José Joaquim de Sousa Reis entre 1819 e 1832. O Remexido também foi uma das personagens no conto Amor, engano que na campa finda, de Esther Côrte-Real.
No seu romance histórico Maria da Fonte, Rocha Martins dramatizou a prisão e o fuzilamento de José Joaquim de Sousa Reis:
| “                               | Desde o fuzilamento de Joaquim dos Reis! Oh! parece que o vejo... Caminhou para o suplício como um verdadeiro herói! Lançou o seu último «viva» e de seguida deixou-se ferir pelas balas inclementes! Quis salvá-lo, arrancá-lo da prisão, mas foi impossível... O conselho de guerra mandava-o vigiar muito bem... No entanto, se a ocasião chegar, apesar de já não crer na restauração do absolutismo, ainda saberia vingar a sua memória... Estou velha mas ainda tenho coragem, sou mulher, mas as mulheres muitas vezes fazem revoluções. | ” |
| — Rocha Martins, Maria da Fonte | |   |

No romance Barranco de Cegos de 1961, no capítulo "Histórias miguelistas", Alves Redol coloca um personagem filho de um apoiante miguelista a contar as façanhas do pai que acabou envolvido com o Remexido:":121
| “                                | "E não mataram todos quantos era preciso, dizia o meu pai, e ele contou-me que aqui no Alentejo, mataram mais de trinta, a machado, no Castelo de Estremoz, e outros tantos e o dobro em Vila Viçosa, uns presos que iam de Lisboa para o forte de Elvas; aquilo era gente que não merecia cadeia, porque o Mafarrico estava da banda deles e a guerra pendeu para a sua banda, e o meu pai teve de fugir, meteu-se por este Alentejo dentro e foi ao Algarve juntar-se à quadrilha do Remexido...Esse é que era um homem! Valia todos os generais dos malhados...." "O meu pai andou à sua beira. Era baixo e forte, tinha barbas compridas. ... Andavam não sei quantos mil soldados atrás deles, eles conheciam a terra a palmos, desapareciam como nuvens, ... " "O Remexido era o Rei da Serra, miguelista, sim senhor, e o meu pai esteve com ele até ao fim,... Um dia prenderam-no, e aqueles assassinos dos liberais levaram-no a conselho de guerra e condenaram-no à morte...Ao Remexido." | ” |
| — Alves Redol, Barranco de Cegos | |   |

Em 1981, António Monteiro Cardoso publicou o livro A Guerrilha do Remexido, que se tornou numa obra de referência, tanto sobre o famoso guerrilheiro Remexido como sobre a história da vila de São Bartolomeu de Messines. Nas décadas de 1990 e 2000, o grupo de teatro do Penedo Grande, de São Bartolomeu de Messines, encenou peças sobre o Remexido em diversos pontos do Algarve, incluindo a peça O Processo do Guerrilheiro, na Igreja de São Bartolomeu de Messines em 28 de Julho de 1998, e no Forte de Nossa Senhora da Encarnação, no Carvoeiro, em 2005.
Em 2017, o Grupo de Amigos de São Marcos da Serra, em colaboração com a autarquia de Silves e outras entidades públicas e privadas, organizou a segunda edição do evento Por Atalhos do Remexido em São Marcos da Serra e São Bartolomeu de Messines. Esta iniciativa teve como finalidade divulgar a figura histórica do Remexido, e ao mesmo tempo recriar algumas facetas da vida quotidiana do Século XIX, como um mercado, jogos tradicionais, um concurso de trajes e de pregão de vendedor, e demonstração de cozedura de pão no forno.